# Mix FM Ponta Grossa
Mix FM Ponta Grossa é uma estação de rádio brasileira sediada em Ponta Grossa, Paraná. Opera em 94,7 MHz em FM. A emissora ocupa o sinal da extinta Vila Velha FM que permaneceu durante algumas décadas no dial.  
Seus estúdios são localizados na rua XV de novembro, Centro de Ponta Grossa, aonde, abrigou por anos também a extinta Rádio Central do Paraná.  
Foi fundada e era de propriedade de Iraci Travisani Rosa (em sociedade com Brasil Borba), juntamente com a extinta Vila Velha AM.

## História
Era conhecida anteriormente como Vila Velha FM, surgindo em 15 de setembro de 1976, com um transmissor Philips de apenas 50 W, sendo a segunda rádio FM do Paraná. Foi durante alguns anos uma filial da Rede Rock sediada pela também extinta 96 Rock de Curitiba, pela qual retransmitia durante a madrugada e aos finais de semana. Mesmo com o término da rede ainda se intitulava a Rádio Rock (apesar da playlist misturar outros estilos musicais como o reggae e o pop) até afiliar-se a uma nova rede. No dia 11 de agosto de 2008, às 15 horas tornou-se afiliada à Mix FM.
É a terceira afiliada da rede FM do Grupo Objetivo no Paraná e a segunda mais "antiga" no mesmo estado a compor a Rede Mix de Rádio, com porte técnico e cobertura similares a outras emissoras de longo alcance no interior paranaense. A mesma entrou antes e ficou mais tempo no mesmo prefixo do que a frequência curitibana, a emissora pontagrossense está no ar ainda hoje no mesmo canal.

## Cobertura
Possui um alcance médio de 75 km, com cobertura maior na direção norte e sul como a maioria das rádios pontagrossenses, o suficiente para atingir localmente Tibagi e parcialmente Irati e Telêmaco Borba para uma rádio de projeção regional. A torre mais a altitude do solo soma exatamente 1013 m, apenas a torre tem 40 metros, a menor das rádios que transmitem de Ponta Grossa, o que dificulta uma melhor cobertura apesar da potência efetiva (ERP) ser a maior das rádios dos Campos Gerais. A sua torre está no Jardim Carvalho, à nordeste do Centro na Rua Euzebio Batista Rosas, há um 1 km ou menos da região central.